# Samantha Günther

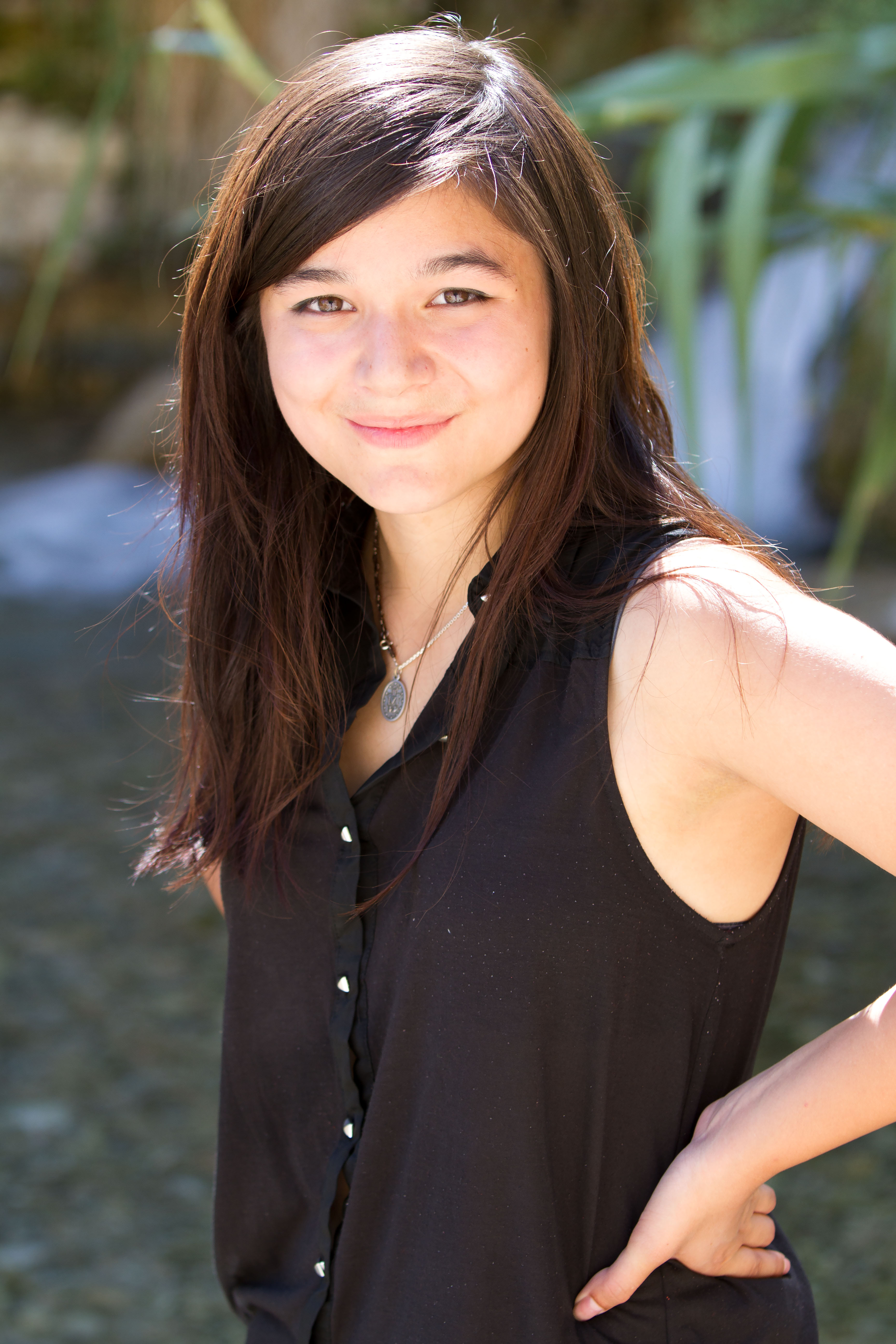
Samantha Günther

Samantha Miriam Günther (* 5. April 1992 in Werdau) ist eine deutsche Dokumentarfilmerin.

## Leben
Samantha Günther besuchte bis 2010 das Gymnasium Alexander von Humboldt in Werdau. Nach dem Abitur zog sie nach Mittweida und studiert dort an der Hochschule Medienmanagement. Begleitend volontierte sie der Mitteldeutschen Journalistenschule. 2012 besuchte sie die Summer School an der Polytechnischen Universität in Tomsk.
2012 realisierte sie in einem achtköpfigen Studententeam ihren ersten Dokumentarfilm RECHTSzuhause. Das Team wurde dafür mit dem ersten Platz beim Chemnitzer Friedenspreis ausgezeichnet. Der Film befasst sich mit rechtsextremen Strukturen und Organisationen im Landkreis Chemnitz. Durch diese Auszeichnung war die Organisation Exit Deutschland, die Personen beim Ausstieg aus der rechten Szene unterstützt, auf Günther und ihr Team aufmerksam geworden. Günther führte daraufhin Regie bei einem Imagefilm von Exit Deutschland.
2013 unterstützte sie das Filmprojekt Freundschaft Nahost von Jeremias Eichler in Israel und Palästina.

## Filmografie
- 2012: RECHTSzuhause
- 2013: Freundschaft Nahost (mit Jeremias Eichler)

## Auszeichnungen
- 2013 Chemnitzer Friedenspreis für „RECHTSzuhause“[1]